# Siady
Siady (lit. Seda) – miasto na Litwie w rejonie możejskim, 24 km na południowy wschód od Możejek. 1260 mieszkańców (2005). Siedziba starostwa. Przez miasto płynie Warduwa, a na południowym obrzeżu miasta znajduje się Jezioro Sedskie. Istnieją też dwa kościoły: pw. Wniebowstąpienia Najświętszej Marii Panny i pw. Św. Jana Nepomucena.

## Historia
W połowie XIX wieku funkcję kancelisty w Siadach pełnił znany później poeta litewski, bp Antanas Baranauskas zanim wstąpił do seminarium duchownego w Worniach (1856), w czym pomogła mu pierwsza poetka żmudzińska, Karolina Proniewska.
Podczas okupacji hitlerowskiej na początku lipca 1941 roku Litwini utworzyli getto dla żydowskich mieszkańców. Przebywało w nim około 800 osób. 9 sierpnia 1941 roku zlikwidowano getto, a Żydów z Siadów i Możejek zamordowali litewscy policjanci na cmentarzu żydowskim. 